# Rubén Corbo
Rubén Romeo Corbo (20 stycznia 1952) – piłkarz urugwajski, napastnik (lewoskrzydłowy). Wzrost 176 cm, waga 74 kg. Jego starszy brat Walter Corbo był rezerwowym bramkarzem podczas finałów Mistrzostw Świata w 1970 roku
Będąc graczem klubu CA Peñarol wziął udział wraz z reprezentacją Urugwaju w finałach Mistrzostw Świata w 1974 roku, gdzie Urugwaj odpadł już w fazie grupowej. Zagrał w dwóch meczach – z Bułgarią i Szwecją.
Kilka razy wziął udział w klubowym turnieju Copa Libertadores, jednak bez większych sukcesów – Peñarol zdołał w tym okresie dotrzeć co najwyżej do fazy półfinałowej.
Nigdy nie wziął udziału w Copa América.
Od 8 lutego 1971 do 23 czerwca 1974 rozegrał w reprezentacji Urugwaju 22 mecze
Po mistrzostwach świata przeniósł się do Meksyku, gdzie grał w klubie CF Monterrey.